# Bahnstrecke Johannisburg–Kolno
| Kursbuchstrecke: | 118c (1934) DR 118d (1940), 136k (1944) |                                                       |                                                       |
| Streckenlänge: | 28,0 km                                 |                                                       |                                                       |
| Spurweite: | 1435 mm (Normalspur)                    |                                                       |                                                       |
| |                                         |                                                       |                                                       |
| \| \| \| von Lötzen (Giżycko) \| \| \| \| \| von Allenstein (Olsztyn) \| \| \| \| 0,0 \| Johannisburg (Pisz) \| Johannisburg (Pisz) \| \| \| \| nach Lyck (Ełk) \| \| \| \| 2,4 \| Johannisburg Betriebsbahnhof (Pisz p.odg.) \| Johannisburg Betriebsbahnhof (Pisz p.odg.) \| \| \| 7,00 \| Wilken/Wilkenhof (Wilki) \| Wilken/Wilkenhof (Wilki) \| \| \| 9,73 \| Kallenzinnen/Dreifelde (Kałęczyn Mazurski) \| Kallenzinnen/Dreifelde (Kałęczyn Mazurski) \| \| \| 13,67 \| Dziadowen/Königstal (Dziadowo) \| Dziadowen/Königstal (Dziadowo) \| \| \| 16,0 \| Groß Pasken/Abbau Königstal (Paski Wielkie) \| Groß Pasken/Abbau Königstal (Paski Wielkie) \| \| \| 17,0 \| Rakowken/Sernau (Rakówko) \| Rakowken/Sernau (Rakówko) \| \| \| 18,53 \| Gehsen (Jeże) \| Gehsen (Jeże) \| \| \| 21,21 \| Dlottowen/Fischborn (Ostpr.) (Dłutowo) \| Dlottowen/Fischborn (Ostpr.) (Dłutowo) \| \| \| \| bis 1939: Staatsgrenze Deutsches Reich/Polen \| \| \| \| \| heute: Woiwodschaftsgrenze Ermland-Masuren/Podlachien \| \| \| \| \| von Myszyniec \| \| \| \| 28,00 \| Kolno \| Kolno \| |                                         |                                                       |                                                       |
| Strecke (außer Betrieb) |                                         | von Lötzen (Giżycko)                                  | von Lötzen (Giżycko)                                  |
| Abzweig ehemals geradeaus und von rechts |                                         | von Allenstein (Olsztyn)                              | von Allenstein (Olsztyn)                              |
| Bahnhof | 0,0                                     | Johannisburg (Pisz)                                   | Johannisburg (Pisz)                                   |
| Abzweig ehemals geradeaus und nach links |                                         | nach Lyck (Ełk)                                       | nach Lyck (Ełk)                                       |
| Dienststation / Betriebs- oder Güterbahnhof (Strecke außer Betrieb) | 2,4                                     | Johannisburg Betriebsbahnhof (Pisz p.odg.)            | Johannisburg Betriebsbahnhof (Pisz p.odg.)            |
| Blockstelle (Strecke außer Betrieb) | 7,00                                    | Wilken/Wilkenhof (Wilki)                              | Wilken/Wilkenhof (Wilki)                              |
| Bahnhof (Strecke außer Betrieb) | 9,73                                    | Kallenzinnen/Dreifelde (Kałęczyn Mazurski)            | Kallenzinnen/Dreifelde (Kałęczyn Mazurski)            |
| Bahnhof (Strecke außer Betrieb) | 13,67                                   | Dziadowen/Königstal (Dziadowo)                        | Dziadowen/Königstal (Dziadowo)                        |
| Blockstelle (Strecke außer Betrieb) | 16,0                                    | Groß Pasken/Abbau Königstal (Paski Wielkie)           | Groß Pasken/Abbau Königstal (Paski Wielkie)           |
| Blockstelle (Strecke außer Betrieb) | 17,0                                    | Rakowken/Sernau (Rakówko)                             | Rakowken/Sernau (Rakówko)                             |
| Bahnhof (Strecke außer Betrieb) | 18,53                                   | Gehsen (Jeże)                                         | Gehsen (Jeże)                                         |
| Bahnhof (Strecke außer Betrieb) | 21,21                                   | Dlottowen/Fischborn (Ostpr.) (Dłutowo)                | Dlottowen/Fischborn (Ostpr.) (Dłutowo)                |
| Grenze (Strecke außer Betrieb) |                                         | bis 1939: Staatsgrenze Deutsches Reich/Polen          | bis 1939: Staatsgrenze Deutsches Reich/Polen          |
| Grenze (Strecke außer Betrieb) |                                         | heute: Woiwodschaftsgrenze Ermland-Masuren/Podlachien | heute: Woiwodschaftsgrenze Ermland-Masuren/Podlachien |
| Abzweig geradeaus und von rechts (Strecke außer Betrieb) |                                         | von Myszyniec                                         | von Myszyniec                                         |
| Kopfbahnhof Streckenende (Strecke außer Betrieb) | 28,00                                   | Kolno                                                 | Kolno                                                 |

Die Bahnstrecke Johannisburg–Kolno war eine Bahnstrecke im südöstlichen Ostpreußen und reichte zeitweise bis nach Polen. Auf einer Länge von 28 Kilometern verband sie die Kreisstadt Johannisburg (polnisch Pisz) mit der Powiathauptstadt Kolno. 1945 wurde sie endgültig stillgelegt und ihre Anlagen demontiert.

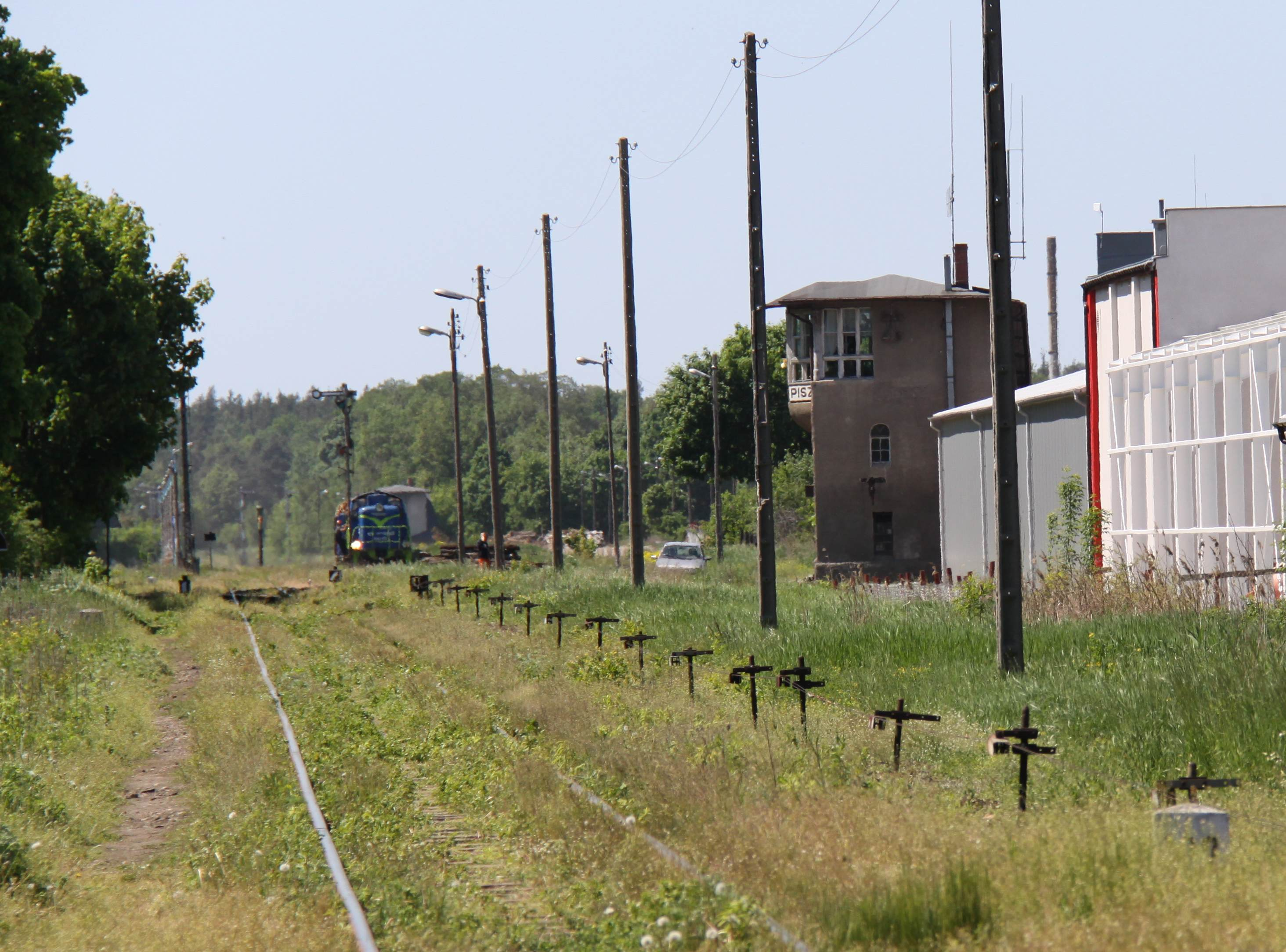
Der Bahnhof in Pisz (Johannisburg)

## Geschichte
Am 15. August 1884 erreichte die in Bau befindliche Bahnstrecke von Allenstein nach Lyck die Stadt Johannisburg, die damit Anschluss an das Schienennetz der Preußischen Staatsbahn erhielt. Ein Jahr später wurde sie bis nach Lyck (polnisch Ełk) verlängert. Diese Strecke wird heute noch, jedoch eingeschränkt, von der Polnischen Staatsbahn (PKP) befahren. Eine zweite Strecke wurde in Johannisburg am 15. November 1905 eröffnet. Sie führte nach Norden und schuf eine Verbindung zur Kreisstadt Lötzen (polnisch Giżycko).
Am 1. September 1908 erfolgte die Eröffnung der Bahnstrecke in die südöstliche Grenzgemeinde Dlottowen (1938–1945 Fischborn, polnisch Dłutowo). 1915 wurde sie bis in die polnische Nachbarstadt Kolno verlängert. Später war angedacht, die Strecke von Kolno bis nach Łomża zu verlängern. In Kolno traf die von Johannisburg kommende Bahnstrecke auf die neu erbaute Kleinbahn Myszyniec–Kolno.
Die schließlich 28 Kilometer umfassende Bahnstrecke in Spurweite 1435 mm unterstand bis zuletzt der Reichsbahndirektion Königsberg. Aufgrund geänderter politischer Verhältnisse wurde der Streckenabschnitt von Dlottowen/Fischborn bis Kolno im Jahre 1923 geschlossen. Am Ende des Zweiten Weltkriegs wurde der noch bis 1944 befahrene Streckenabschnitt von Fischborn bis nach Johannisburg aufgegeben und seine Anlagen demontiert.